# Bembidion trechiforme
Bembidion trechiforme är en skalbaggsart som beskrevs av Leconte 1851. Bembidion trechiforme ingår i släktet Bembidion och familjen jordlöpare. Inga underarter finns listade i Catalogue of Life.